# 李中姑
李中姑，明朝女性人物，临武（今湖南省临武县）人。
李中姑嫁给江西桂廷凤。婆婆邓氏患有痰疾，快死了，李中姑担忧涕泣。听说乳房的肉可治她的病。一天，煮药，点香祈祷灶神，自己割下一个乳房，昏倒在地，已经气绝。桂廷凤喊她拿药不来，出来看，见血流满地，大惊呼救，惊动全城，地方官吏到她家，命人赶快医治。不久有和尚登门，说：“用家中蕲艾敷在伤口，就好了。”按他说的话，李中姑苏醒，再找和尚找不到了。于是用乳房煮药给邓氏吃，邓氏据说也好了。